# ایران در المپیک تابستانی ۲۰۲۴
کاروان المپیکی ایران در المپیک تابستانی ۲۰۲۴ در پاریس از ۲۶ ژوئیه تا ۱۱ اوت ۲۰۲۴ (۵ تا ۲۱ مرداد ۱۴۰۳ خورشیدی) با ۴۱ ورزشکار شرکت کرد. و در پایان مسابقات با کسب ۳ مدال طلا، ۶ مدال نقره و ۳ مدال برنز در رتبه ۲۱م جدول رده‌بندی کشورها قرار گرفت.
اولین حضور نماینده ایران در تاریخ بازی های المپیک در سال ۱۹۰۰ می‌باشد، ورزشکاران ایرانی از سال ۱۹۴۸ در همه ادوار المپیک تابستانی، به جز ۱۹۸۰ مسکو و ۱۹۸۴ لس آنجلس که به دلایل سیاسی تحریم شد، حضور داشتند.
در تیم پناهندگان در المپیک تابستانی ۲۰۲۴، ۱۴ ورزشکار از ۳۷ ورزشکار، ایرانی بودند که هیچکدام موفق به کسب مدال نشدند.

## شرکت‌کنندگان
ایران در المپیک تابستانی ۲۰۲۴ با ۴۱ ورزشکار شرکت کرد. در میانه‌ی مسابقات، ایران که در کشتی آزاد وزن ۵۷ کیلوگرم نماینده‌ای نداشت، با مصدومیت کشتی گیر صربستانی این شانس را داشت تا با سهمیه کامل در مسابقات شرکت کند. علیرضا سرلک بلافاصله با کمک مسئولان مختلف در تهران و پاریس به فرانسه اعزام و وارد اردوی ایران شده بود. نام او در قرعه‌کشی قرار گرفت و با یک قرعه سخت، مقابل ری هیگوییچی قهرمان ژاپنی جهان و المپیک قرار گرفت. وی که پنجشنبه به پاریس رسیده بود، به موقع سر وزن‌کشی نرسید و طبق اعلام سایت رسمی المپیک مقابل ری هیگوچی بازنده اعلام شد. 
| ورزش              | مردان | زنان | مجموع |
| ----------------- | ----- | ---- | ----- |
| تکواندو           | ۲     | ۲    | ۴     |
| تنیس روی میز      | ۲     | ۱    | ۳     |
| تیراندازی         | ۱     | ۳    | ۴     |
| تیراندازی با کمان | ۰     | ۱    | ۱     |
| دوچرخه‌سواری       | ۱     | ۰    | ۱     |
| دو و میدانی       | ۱     | ۱    | ۲     |
| روئینگ            | ۰     | ۳    | ۳     |
| ژیمناستیک         | ۱     | ۰    | ۱     |
| سنگ‌نوردی          | ۱     | ۰    | ۱     |
| شمشیربازی         | ۴     | ۰    | ۴     |
| شنا               | ۱     | ۰    | ۱     |
| قایقرانی          | ۲     | ۰    | ۲     |
| کشتی              | ۱۲    | ۰    | ۱۲    |
| وزنه‌برداری        | ۲     | ۰    | ۲     |
| مجموع             | ۳۰    | ۱۱   | ۴۱    |

## مدال‌آوران
| مدال | ورزشکار         | رشته ورزشی | رویداد                  | تاریخ  |
| ---- | --------------- | ---------- | ----------------------- | ------ |
| طلا  | محمدهادی ساروی  | کشتی       | ۹۷ کیلوگرم فرنگی مردان  | ۷ اوت  |
| طلا  | سعید اسماعیلی   | کشتی       | ۶۷ کیلوگرم فرنگی مردان  | ۸ اوت  |
| طلا  | آرین سلیمی      | تکواندو    | ۸۰+ کیلوگرم مردان       | ۱۰ اوت |
| نقره | علیرضا مهمدی    | کشتی       | ۸۷ کیلوگرم فرنگی مردان  | ۸ اوت  |
| نقره | ناهید کیانی     | تکواندو    | ۵۷ کیلوگرم زنان         | ۸ اوت  |
| نقره | حسن یزدانی      | کشتی       | ۸۶ کیلوگرم آزاد مردان   | ۹ اوت  |
| نقره | مهران برخورداری | تکواندو    | ۸۰ کیلوگرم مردان        | ۹ اوت  |
| نقره | امیرحسین زارع   | کشتی       | ۱۲۵ کیلوگرم آزاد مردان  | ۱۰ اوت |
| نقره | رحمان عموزاد    | کشتی       | ۶۵ کیلوگرم آزاد مردان   | ۱۱ اوت |
| برنز | امین میرزازاده  | کشتی       | ۱۳۰ کیلوگرم فرنگی مردان | ۶ اوت  |
| برنز | مبینا نعمت‌زاده  | تکواندو    | ۴۹ کیلوگرم زنان         | ۷ اوت  |
| برنز | امیرعلی آذرپیرا | کشتی       | ۹۷ کیلوگرم آزاد مردان   | ۱۱ اوت |

| تعداد مدال‌ها بر پایه ورزش | تعداد مدال‌ها بر پایه ورزش | تعداد مدال‌ها بر پایه ورزش | تعداد مدال‌ها بر پایه ورزش | تعداد مدال‌ها بر پایه ورزش |
| ------------------------- | ------------------------- | ------------------------- | ------------------------- | ------------------------- |
| ورزش                      | 1                         | 2                         | 3                         | مجموع                     |
| کشتی                      | ۲                         | ۴                         | ۲                         | ۸                         |
| تکواندو                   | ۱                         | ۲                         | ۱                         | ۴                         |
| مجموع                     | ۳                         | ۶                         | ۳                         | ۱۲                        |

| تعداد مدال‌ها بر پایه روز | تعداد مدال‌ها بر پایه روز | تعداد مدال‌ها بر پایه روز | تعداد مدال‌ها بر پایه روز | تعداد مدال‌ها بر پایه روز |
| ------------------------ | ------------------------ | ------------------------ | ------------------------ | ------------------------ |
| تاریخ                    | 1                        | 2                        | 3                        | مجموع                    |
| ۶ اوت                    | ۰                        | ۰                        | ۱                        | ۱                        |
| ۷ اوت                    | ۱                        | ۰                        | ۱                        | ۲                        |
| ۸ اوت                    | ۱                        | ۲                        | ۰                        | ۳                        |
| ۹ اوت                    | ۰                        | ۲                        | ۰                        | ۲                        |
| ۱۰ اوت                   | ۱                        | ۱                        | ۰                        | ۲                        |
| ۱۱ اوت                   | ۰                        | ۱                        | ۱                        | ۲                        |
| مجموع                    | ۳                        | ۶                        | ۳                        | ۱۲                       |

## تکواندو
سهمیه المپیک ورزشکاران ایران در رشته تکواندو از طریق رنکینگ المپیکی فدراسیون جهانی تکواندو و رنکینگ مسابقات جهانی گرند اسلم و همچنین مسابقات کسب سهمیه قاره‌ای به تعداد ذیل کسب شد. ناهید کیانی به دلیل قرار گرفتن در بین ۵ نفر برتر رنکینگ المپیکی وزن ۵۷- کیلوگرم زنان ، توانست سهمیه المپیک را کسب کند. مهران برخورداری توانست در مسابقات گرند اسلم که در شهر ووشی چین برگزار شد سهمیه المپیک را در وزن ۸۰– کیلوگرم مردان به دست آورد. مبینا نعمت زاده و آرین سلیمی نیز در مسابقات آسیایی کسب سهمیه المپیک در چین موفق به کسب سهمیه المپیک شدند.
مردان
| ورزشکار         | رویداد      | یک هشتم نهایی             | یک چهارم نهایی          | نیمه نهایی              | شانس مجدد  | نهایی / م. ب              | نهایی / م. ب |
| ورزشکار         | رویداد      | حریف نتیجه                | حریف نتیجه              | حریف نتیجه              | حریف نتیجه | حریف نتیجه                | رتبه         |
| --------------- | ----------- | ------------------------- | ----------------------- | ----------------------- | ---------- | ------------------------- | ------------ |
| مهران برخورداری | ۸۰ کیلوگرم  | جیسونوف (UZB) · برد ۲–۱   | آلسیو (ITA) · برد ۲–۱   | گئون-وو (KOR) · برد ۲–۱ | bye        | کاتوسی (TUN) · شکست ۰–۲   | 2            |
| آرین سلیمی      | ۸۰+ کیلوگرم | رافالوویچ (UZB) · برد ۲–۰ | سانسورس (MEX) · برد ۲–۱ | شاپینا (CRO) · برد ۲–۱  | bye        | کانینگهام (GBR) · برد ۲–۱ | 1            |

زنان
| ورزشکار        | رویداد     | یک هشتم نهایی           | یک چهارم نهایی       | نیمه نهایی            | شانس مجدد  | نهایی / م. ب            | نهایی / م. ب |
| ورزشکار        | رویداد     | حریف نتیجه              | حریف نتیجه           | حریف نتیجه            | حریف نتیجه | حریف نتیجه              | رتبه         |
| -------------- | ---------- | ----------------------- | -------------------- | --------------------- | ---------- | ----------------------- | ------------ |
| مبینا نعمت‌زاده | ۴۹ کیلوگرم | تائو (LES) · برد ۲–۰    | سرزو (ESP) · برد ۲–۰ | چینگ (CHN) · شکست ۰–۲ | bye        | ابوطالب (KSA) · برد ۲–۰ | 3            |
| ناهید کیانی    | ۵۷ کیلوگرم | علیزاده (BUL) · برد ۲–۱ | تومی (TUN) · برد ۲–۱ | عون (LBN) · برد ۲–۰   | bye        | کیم (KOR) · شکست ۰–۲    | 2            |

## تنیس روی میز
نیما عالمیان و ندا شهسواری با قهرمانی در مسابقات قهرمانی آسیای میانه توانستند سهمیه المپیک ۲۰۲۴ پاریس را کسب نمایند.  براساس اعلام فدراسیون جهانی تنیس روی میز، نوشاد عالمیان نفر اول تنیس روی میز ایران به همراه ۱۳ بازیکن دیگر از کشورهای مختلف از طریق رنکینگ جهانی صاحب سهمیه المپیک ۲۰۲۴ پاریس شدند.
| ورزشکار       | رویداد        | مقدماتی                  | دور اول                  | دور دوم    | دور سوم    | یک شانزدهم نهایی | یک چهارم نهایی | نیمه نهایی | نهایی / م. ب | نهایی / م. ب |
| ورزشکار       | رویداد        | حریف نتیجه               | حریف نتیجه               | حریف نتیجه | حریف نتیجه | حریف نتیجه       | حریف نتیجه     | حریف نتیجه | حریف نتیجه   | رتبه         |
| ------------- | ------------- | ------------------------ | ------------------------ | ---------- | ---------- | ---------------- | -------------- | ---------- | ------------ | ------------ |
| نوشاد عالمیان | انفرادی مردان | اوموتایو (NGR) · برد ۴–۱ | هریموتو (JPN) · شکست ۲–۴ | راه نیافت  | راه نیافت  | راه نیافت        | راه نیافت      | راه نیافت  | راه نیافت    | راه نیافت    |
| نیما عالمیان  | انفرادی مردان | کائو (TPE) · شکست ۱–۴    | راه نیافت                | راه نیافت  | راه نیافت  | راه نیافت        | راه نیافت      | راه نیافت  | راه نیافت    | راه نیافت    |
| ندا شهسواری   | انفرادی زنان  | پاواد (FRA) · شکست ۱–۴   | راه نیافت                | راه نیافت  | راه نیافت  | راه نیافت        | راه نیافت      | راه نیافت  | راه نیافت    | راه نیافت    |

## تیراندازی
تیراندازان ایرانی با نتایجی که در مسابقات قهرمانی جهان ۲۰۲۲ و ۲۰۲۳، قهرمانی آسیا ۲۰۲۳ و ۲۰۲۴، و مسابقات گزینشی المپیک ۲۰۲۴ کسب کردند، موفق به کسب سهمیه در رویدادهای زیر شدند.
| ورزشکار           | رویداد                  | مقدماتی | مقدماتی | فینال     | فینال     |
| ورزشکار           | رویداد                  | امتیاز  | رتبه    | امتیاز    | رتبه      |
| ----------------- | ----------------------- | ------- | ------- | --------- | --------- |
| محمد بیرانوند     | تراپ مردان              | ۱۱۷     | ۲۴      | راه نیافت | راه نیافت |
| شرمینه چهل‌امیرانی | تفنگ بادی ۱۰ متر زنان   | ۶۳۰.۰   | ۱۱      | راه نیافت | راه نیافت |
| فاطمه امینی       | تفنگ بادی ۱۰ متر زنان   | ۶۲۶.۲   | ۲۶      | راه نیافت | راه نیافت |
| هانیه رستمیان     | تپانچه بادی ۱۰ متر زنان | ۵۷۱     | ۲۲      | راه نیافت | راه نیافت |
| هانیه رستمیان     | تپانچه ۲۵ متر زنان      | ۵۸۸     | ۳       | ۱۹        | ۶         |

## تیراندازی با کمان
مبینا فلاح با صعود به مرحله یک چهارم نهایی ، مسابقات انفرادی انتخابی کسب سهمیه المپیک در بخش ریکرو ، در آنتالیا ، ترکیه ، موفق به کسب سهمیه المپیک تابستانی ۲۰۲۴ پاریس شد.
| ورزشکار    | رویداد       | دور رده‌بندی | دور رده‌بندی | یک‌سی و دوم نهایی         | یک‌شانزدهم نهایی         | یک‌هشتم نهایی | یک‌چهارم نهایی | نیمه نهایی | نهایی / م. ب | نهایی / م. ب |
| ورزشکار    | رویداد       | امتیاز      | رتبه        | حریف نتیجه               | حریف نتیجه              | حریف نتیجه   | حریف نتیجه    | حریف نتیجه | حریف نتیجه   | رتبه         |
| ---------- | ------------ | ----------- | ----------- | ------------------------ | ----------------------- | ------------ | ------------- | ---------- | ------------ | ------------ |
| مبینا فلاح | انفرادی زنان | ۶۵۲         | ۲۸          | ان نگویت (VIE) · برد ۶–۵ | گوککیر (TUR) · شکست ۰–۶ | راه نیافت    | راه نیافت     | راه نیافت  | راه نیافت    | راه نیافت    |

## دوچرخه‌سواری

### جاده
ایران یک دوچرخه‌سوار مرد را برای رقابت در مسابقات جاده داشت. این سهمیه در مسابقات قهرمانی آسیا ۲۰۲۳ در رایونگ، تایلند به دست آمد.بعد از شانزده سال ، یک المپین دوچرخه سواری جاده ایرانی توانست از خط پایان عبور کند که برای فدراسیون دوچرخه سواری ایران دستاورد بزرگی به حساب می‌آید .
| ورزشکار  | رویداد     | زمان    | جایگاه |
| -------- | ---------- | ------- | ------ |
| علی لبیب | جاده مردان | ۶:۴۶:۳۳ | ۷۶     |

## دو و میدانی
حسن تفتیان و فرزانه فصیحی موفق به کسب سهمیه المپیک بر اساس رنکینگ المپیکی فدراسیون جهانی دوومیدانی شدند.

مردان
| ورزشکار    | رویداد  | heat  | heat | مقدماتی   | مقدماتی   | نیمه نهایی | نیمه نهایی | فینال     | فینال     |
| ورزشکار    | رویداد  | نتیجه | رتبه | نتیجه     | رتبه      | نتیجه      | رتبه       | نتیجه     | رتبه      |
| ---------- | ------- | ----- | ---- | --------- | --------- | ---------- | ---------- | --------- | --------- |
| حسن تفتیان | ۱۰۰ متر | ۱۰.۱۸ | ۵    | راه نیافت | راه نیافت | راه نیافت  | راه نیافت  | راه نیافت | راه نیافت |

زنان
| ورزشکار      | رویداد  | heat  | heat | مقدماتی   | مقدماتی   | نیمه نهایی | نیمه نهایی | فینال     | فینال     |
| ورزشکار      | رویداد  | نتیجه | رتبه | نتیجه     | رتبه      | نتیجه      | رتبه       | نتیجه     | رتبه      |
| ------------ | ------- | ----- | ---- | --------- | --------- | ---------- | ---------- | --------- | --------- |
| فرزانه فصیحی | ۱۰۰ متر | ۱۱.۵۱ | ۷    | راه نیافت | راه نیافت | راه نیافت  | راه نیافت  | راه نیافت | راه نیافت |

## روئینگ
قایقرانان ایرانی در مسابقات قهرمانی آسیا و اقیانوسیه ۲۰۲۴ در چونگجو، کره جنوبی، در دو بخش زیر به سهمیه رسیدند.

### زنان
| ورزشکار               | رویداد                     | مرحله گروهی | مرحله گروهی | شانس مجدد | شانس مجدد | یک‌چهارم نهایی | یک‌چهارم نهایی | نیمه‌نهایی             | نیمه‌نهایی | فینال                          | فینال |
| ورزشکار               | رویداد                     | زمان        | رتبه        | زمان      | رتبه      | زمان          | رتبه          | زمان                  | رتبه      | زمان                           | رتبه  |
| --------------------- | -------------------------- | ----------- | ----------- | --------- | --------- | ------------- | ------------- | --------------------- | --------- | ------------------------------ | ----- |
| فاطمه مجلل            | انفرادی دو پارو زنان       | ۸:۰۱.۳۰     | ۴           | ۷:۵۶.۴۸   | ۱         | ۸:۰۰.۳۷       | ۶             | نیمه‌نهایی C/D ۸:۰۶.۲۳ | ۶         | مسابقه برای رتبه ۱۹-۲۴ ۷:۴۶.۰۸ | ۲۱    |
| مهسا جاور زینب نوروزی | سبک‌وزن دونفره دو پارو زنان | ۷:۳۵.۹۷     | ۴           | ۷:۳۵.۵۶   | ۴         | راه نیافت     | راه نیافت     | راه نیافت             | راه نیافت | مسابقه رتبه ۱۲-۱۶ ۷:۱۴.۳۲      | ۱۶    |

## ژیمناستیک
مهدی الفتی توانست با قرار گرفتن در رده دوم رنکینگ کسب سهمیه المپیک ، سهمیه بازی های المپیک تابستانی ۲۰۲۴ را به دست آورد. 
| ورزشکار    | رویداد     | مقدماتی | مقدماتی | فینال  | فینال |
| ورزشکار    | رویداد     | امتیاز  | رتبه    | امتیاز | رتبه  |
| ---------- | ---------- | ------- | ------- | ------ | ----- |
| مهدی الفتی | پرش از خرک | ۱۴.۵۸۳  | ۸       | ۱۴.۲۶۶ | ۷     |

## سنگ‌نوردی
رضا علیپور در مسابقات انتخابی المپیک که در دو مرحله در شانگهای و بوداپست برگزار شد توانست با قرارگیری در بین پنج نفر برتر ، سهمیه المپیک ۲۰۲۴ را به‌دست آورد.
سرعت
| ورزشکار    | رویداد     | مقدماتی | مقدماتی | یک‌هشتم نهایی                    | یک‌چهارم نهایی                    | نیمه نهایی                      | فینال / م.ب                   | فینال / م.ب |
| ورزشکار    | رویداد     | زمان    | رتبه    | زمان                            | زمان                             | زمان                            | زمان                          | رتبه        |
| ---------- | ---------- | ------- | ------- | ------------------------------- | -------------------------------- | ------------------------------- | ----------------------------- | ----------- |
| رضا علی‌پور | سرعت مردان | ۵.۰۶    | ۶       | دیوید (NZL) · شکست ۵.۲۶–۵.۲۰ LL | مایموراتوف (KAZ) · برد ۵.۵۷–۶.۱۴ | لئوناردو (INA) · شکست ۴.۸۴–۴.۷۸ | واتسون (USA) · شکست ۴.۸۸–۴.۷۴ | ۴           |

علی‌پور در مرحله یک‌هشتم نهایی با وجود شکست، به دلیل ثبت بهترین زمان در میان بازنده‌ها، به مرحله بعد راه یافت.

## شمشیربازی
شمشیربازان ایران توانستند در جام جهانی مجارستان سهمیه فردی و تیمی سابر را به دست آورند.
| ورزشکار                                               | رویداد          | یک سی و دوم نهایی      | یک شانزدهم نهایی          | یک‌هشتم نهایی                | یک چهارم نهایی                        | نیمه نهایی                  | نهایی / م. ب              | نهایی / م. ب |
| ورزشکار                                               | رویداد          | حریف نتیجه             | حریف نتیجه                | حریف نتیجه                  | حریف نتیجه                            | حریف نتیجه                  | حریف نتیجه                | رتبه         |
| ----------------------------------------------------- | --------------- | ---------------------- | ------------------------- | --------------------------- | ------------------------------------- | --------------------------- | ------------------------- | ------------ |
| علی پاکدامن                                           | سابر مردان      | Bye                    | یوشیدا (JPN) · برد ۱۵–۱۱  | سانگ-اوک (KOR) · شکست ۱۰–۱۵ | راه نیافت                             | راه نیافت                   | راه نیافت                 | راه نیافت    |
| محمد رهبری                                            | سابر مردان      | Bye                    | پاتریس (FRA) · شکست ۱۳–۱۵ | راه نیافت                   | راه نیافت                             | راه نیافت                   | راه نیافت                 | راه نیافت    |
| محمد فتوحی                                            | سابر مردان      | زئا (MEX) · شکست ۱۳–۱۵ | راه نیافت                 | راه نیافت                   | راه نیافت                             | راه نیافت                   | راه نیافت                 | راه نیافت    |
| علی پاکدامن فرزاد باهر ارسباران محمد رهبری محمد فتوحی | سابر تیمی مردان | —                      | —                         | —                           | ایالات متحده آمریکا (USA) · برد ۴۵–۴۴ | مجارستان (HUN) · شکست ۴۳–۴۵ | فرانسه (FRA) · شکست ۲۵–۴۵ | ۴            |

## شنا
شنای ایران موفق به کسب سهمیه مستقیم در المپیک نشد اما سامیار عبدلی با کسب سهمیه یونیورسالیتی به عنوان آخرین ورزشکار ایران به المپیک راه یافت.
| ورزشکار      | رویداد             | گروه  | گروه | نیمه نهایی | نیمه نهایی | فینال     | فینال     |
| ورزشکار      | رویداد             | نتیجه | رتبه | نتیجه      | رتبه       | نتیجه     | رتبه      |
| ------------ | ------------------ | ----- | ---- | ---------- | ---------- | --------- | --------- |
| سامیار عبدلی | ۱۰۰ متر آزاد مردان | ۵۰.۶۳ | ۴۸   | راه نیافت  | راه نیافت  | راه نیافت | راه نیافت |

## قایقرانی

### اسپرینت
قایقران‌های ایرانی با کسب رتبه برتر کشور‌های واجد شرایط در مسابقات زیر، از طریق مسابقات قهرمانی آسیایی قایقرانی اسپرینت ۲۰۲۴ در توکیو، ژاپن، هر کدام به یک سهمیه رسیدند.
| ورزشکار        | رویداد                      | مرحله گروهی | مرحله گروهی | یک‌چهارم نهایی | یک‌چهارم نهایی | نیمه‌نهایی | نیمه‌نهایی | فینال     | فینال     |
| ورزشکار        | رویداد                      | زمان        | رتبه        | زمان          | رتبه          | زمان      | رتبه      | زمان      | رتبه      |
| -------------- | --------------------------- | ----------- | ----------- | ------------- | ------------- | --------- | --------- | --------- | --------- |
| محمدنبی رضایی  | کانو ۱ نفره ۱۰۰۰ متر مردان  | ۴:۱۰.۳۶     | ۴           | ۳:۵۲.۴۱       | ۴             | راه نیافت | راه نیافت | راه نیافت | راه نیافت |
| علی آقامیرزایی | کایاک ۱ نفره ۱۰۰۰ متر مردان | ۳:۳۶.۵۸     | ۶           | ۳:۳۳.۷۸       | ۳             | راه نیافت | راه نیافت | راه نیافت | راه نیافت |

## کشتی
کشتی‌گیران زیر با رسیدن به جمع پنج کشتی‌گیر برتر در اوزان خود در مسابقات قهرمانی جهان ۲۰۲۳ در بلگراد، صربستان و مسابقات گزینشی آسیایی کسب سهمیه در بیشکک، قرقیزستان، سهمیه المپیک را به دست آوردند.
ایران در وزن ۵۷ کیلوگرم آزاد، سهمیه‌ای کسب نکرده بود. اما چند روز پیش از آغاز رقابت‌های این وزن، استوان میشیچ، کشتی‌گیر صربستانی به دلیل مصدومیت از رقابت‌ها انصراف داد و اتحادیه جهانی کشتی، علیرضا سرلک را جایگزین او کرد.
راهنما
FO: حاضر نشد
ض‌ف: ضربه فنی
آزاد
| ورزشکار         | رویداد            | مقدماتی                | یک‌ هشتم نهایی               | یک‌چهارم نهایی              | نیمه‌نهایی                 | شانس مجدد              | فینال / م.ب.                 | فینال / م.ب. |
| ورزشکار         | رویداد            | حریف نتیجه             | حریف نتیجه                  | حریف نتیجه                 | حریف نتیجه                | حریف نتیجه             | حریف نتیجه                   | رتبه         |
| --------------- | ----------------- | ---------------------- | --------------------------- | -------------------------- | ------------------------- | ---------------------- | ---------------------------- | ------------ |
| علیرضا سرلک     | ۵۷ کیلوگرم مردان  | —                      | هیگوچی (JPN) · شکست FO      | راه نیافت                  | راه نیافت                 | راه نیافت              | راه نیافت                    | راه نیافت    |
| رحمان عموزاد    | ۶۵ کیلوگرم مردان  | —                      | رترفورد (USA) · برد ۸–۰     | دودایف (ALB) · برد ۱۱–۰    | موسوکایف (HUN) · برد ۱۰–۰ | bye                    | کیوکا (JPN) · شکست ۱۰–۳      | 2            |
| یونس امامی      | ۷۴ کیلوگرم مردان  | چامیزو (ITA) · برد ۹–۴ | اندوم (GBS) · برد ۱۰–۰      | دیک (USA) · شکست ۱–ض‌ف۱۱    | راه نیافت                 | راه نیافت              | راه نیافت                    | راه نیافت    |
| حسن یزدانی      | ۸۶ کیلوگرم مردان  | —                      | لارنس (AUS) · برد ۱۰–۰      | کوراوغلی‌اف (GRE) · برد ۹–۴ | امینی (SMR) · برد ۷–۱     | bye                    | رمضان‌اف (BUL) · شکست ۱–۷     | 2            |
| امیرعلی آذرپیرا | ۹۷ کیلوگرم مردان  | —                      | تاج‌الدینوف (BRN) · شکست ۳–۴ | راه نیافت                  | راه نیافت                 | یرگالی (KAZ) · برد ۶–۱ | اسنایدر (USA) · برد ۴–۱      | 3            |
| امیرحسین زارع   | ۱۲۵ کیلوگرم مردان | —                      | لازارف (KGZ) · برد ۵–۰      | دسی (CAN) · برد ۱۰–۰       | آک‌گول (TUR) · برد ۲–۱     | bye                    | پتریاشویلی (GEO) · شکست ۹–۱۰ | 2            |

فرنگی
| ورزشکار          | رویداد            | یک‌ هشتم نهایی          | یک‌چهارم نهایی              | نیمه‌نهایی                 | شانس مجدد                | فینال / م.ب.               | فینال / م.ب. |
| ورزشکار          | رویداد            | حریف نتیجه             | حریف نتیجه                 | حریف نتیجه                | حریف نتیجه               | حریف نتیجه                 | رتبه         |
| ---------------- | ----------------- | ---------------------- | -------------------------- | ------------------------- | ------------------------ | -------------------------- | ------------ |
| مهدی محسن‌نژاد    | ۶۰ کیلوگرم مردان  | فرقات (ALG) · برد ۹–۰  | فومیتا (JPN) · شکست ۰–۹    | راه نیافت                 | د آرماس (CUB) · برد ۱۰–۱ | شارشنبکوف (KGZ) · شکست ۱–۳ | ۵            |
| سعید اسماعیلی    | ۶۷ کیلوگرم مردان  | قایو (ALG) · برد ۱۰–۰  | اورتا (CUB) · برد ۹–۰      | گالستیان (ARM) · برد ۱۰–۴ | bye                      | نصیب‌اف (UKR) · برد ۶–۵     | 1            |
| امین کاویانی‌نژاد | ۷۷ کیلوگرم مردان  | پنیا (CUB) · برد ۱–۱   | آمویان (ARM) · شکست ۰–۳    | راه نیافت                 | راه نیافت                | راه نیافت                  | راه نیافت    |
| علیرضا مهمدی     | ۸۷ کیلوگرم مردان  | مونیوز (COL) · برد ۹–۰ | کولینیج (POL) · برد ۱۰–۱   | بلنیوک (UKR) · برد ۳–۳    | bye                      | نوویکوف (BUL) · شکست ۰–۷   | 2            |
| محمدهادی ساروی   | ۹۷ کیلوگرم مردان  | راو (USA) · برد ۱۰–۱   | ژوژوپبیکوف (KGZ) · برد ۸–۰ | جبر (EGY) · برد ۶–۰       | bye                      | الکسانیان (ARM) · برد ۴–۱  | 1            |
| امین میرزازاده   | ۱۳۰ کیلوگرم مردان | کون (USA) · برد ۳–۱    | لوپز (CUB) · شکست ۱–۳      | راه نیافت                 | لی (KOR) · برد ۹–۰       | شریعتی (AZE) · برد ۴–۰     | 3            |

## وزنه‌برداری
میر مصطفی جوادی و علی داوودی در دسته‌های ۸۹  و ۱۰۲+ کیلوگرم از روی رنکینگ جهانی کسب سهمیه المپیک ، توانست سهمیه المپیک تابستانی پاریس ۲۰۲۴ را کسب نماید.
| ورزشکار         | رده وزنی     | یک‌ضرب (کیلوگرم) | یک‌ضرب (کیلوگرم) | یک‌ضرب (کیلوگرم) | یک‌ضرب (کیلوگرم) | دوضرب (کیلوگرم) | دوضرب (کیلوگرم) | دوضرب (کیلوگرم) | دوضرب (کیلوگرم) | مجموع | رتبه |
| ورزشکار         | رده وزنی     | ۱               | ۲               | ۳               | رتبه            | ۱               | ۲               | ۳               | رتبه            | مجموع | رتبه |
| --------------- | ------------ | --------------- | --------------- | --------------- | --------------- | --------------- | --------------- | --------------- | --------------- | ----- | ---- |
| میر مصطفی جوادی | ۸۹ کیلوگرم   | ۱۶۴             | ۱۶۸             | ۱۷۱             | ۶               | ۲۰۴             | ۲۱۷             | ۲۱۷             | ۵               | ۳۷۲   | ۵    |
| علی داوودی      | ۱۰۲+ کیلوگرم | ۲۰۰             | ۲۰۱             | ۲۰۵             | ۴               | ۲۴۲             | ۲۵۷             | ۲۵۷             | ۴               | ۴۴۷   | ۴    |

## همچنین ببینید
- کیمیا علیزاده در مقابل ناهید کیانی
- ایران در المپیک زمستانی جوانان ۲۰۲۴
- ایران در پارالمپیک تابستانی ۲۰۲۴